# Georg Völler
Georg Völler (Lebensdaten unbekannt) war ein deutscher Fußballspieler.

## Karriere
Völler gehörte dem FSV Frankfurt als Mittelfeldspieler an, für den er von 1922 bis 1927 in den vom Süddeutschen Fußball-Verband durchgeführten Meisterschaften Punktspiele bestritt. Seine Premierensaison bestritt er noch in der Kreisliga Nordmain, danach in der leistungsdichteren Bezirksliga Main. Während seiner Vereinszugehörigkeit gewann er einmal die Kreis- und viermal die Bezirksmeisterschaft, deren Erfolge jeweils zur Teilnahme an den Endrunden um die Süddeutsche Meisterschaft berechtigten. Schloss seine Mannschaft diese 1923 zunächst als Letztplatzierter von fünf teilnehmenden Mannschaften und im Jahr darauf als Fünftplatzierter von sechs teilnehmenden Mannschaften ab, so folgte bei den beiden darauffolgenden Teilnahmen jeweils der dritte Platz, mit der die Mannschaft jeweils in der Endrunde um Deutsche Meisterschaft vertreten war. 1927 belegte er mit seiner Mannschaft erneut den dritten Platz, verlor jedoch am 24. April 1927 im Entscheidungsspiel um den dritten Teilnehmer an der Endrunde um die Deutsche Meisterschaft gegen den TSV 1860 München mit 0:2. Doch nur bei der ersten Teilnahme, 1924/25, kam er in allen vier Spielen, von denen drei erst in der Verlängerung entschieden wurden, zum Einsatz. Den im Achtel- und Viertelfinale erfolgreich gestalteten Begegnungen, folgte die am 24. Mai 1925 in Fürth ausgetragene gegen Hertha BSC, in der Robert Pache der Siegtreffer zum 1:0 in der 102. Minute gelang. In dem am 7. Juni 1925 im Frankfurter Waldstadion gegen den 1. FC Nürnberg ausgetragenen Finale wurde dieses durch den in der 108. Minute durch Ludwig Wieder erzielten Siegtreffer zugunsten des „Clubs“ entschieden. Seine letzten beiden Endrundenspiele bestritt er mit dem Achtel- und Viertelfinale beim 2:1-Sieg über den BV Altenessen 06 am 16. Mai 1926 in Frankfurt und bei der 2:8-Niederlage gegen Hertha BSC vierzehn Tage später in Nürnberg.

## Erfolge
- Zweiter der Deutschen Meisterschaft 1925
- Bezirksmeister Main 1924, 1925, 1926, 1927
- Kreismeister Nordmain 1923